# Polianthes densiflora
Polianthes densiflora là một loài thực vật có hoa trong họ Măng tây. Loài này được (B.L.Rob. & Fernald) Shinners miêu tả khoa học đầu tiên năm 1966.